# Rhadinopsylla sobrina
Rhadinopsylla sobrina är en loppart som beskrevs av Peus 1958. Rhadinopsylla sobrina ingår i släktet Rhadinopsylla och familjen mullvadsloppor. Inga underarter finns listade i Catalogue of Life.